# 独立運動家
独立運動家とは、既存の国家が領有または支配する特定の地域において、既に滅亡した国家を再建し、または新たな国家を建てるために独立運動を指導する活動家のことである。北米のジョージ・ワシントン、インドのマハトマ・ガンディー、南米のシモン・ボリバルなどが知られる。

## 独立運動の背景
- 独立戦争の項によれば、既存の国家が“支配する領土において、特定の地域の住民がその国家からの自治権獲得やその拡大を超えて、国家からの分離・独立を要求する運動”が独立運動である。
- 独立運動の節によれば、その地域を支配する既存の国家（または中央政府）と独立を求める勢力との間で内戦となる例も多く、また、独立戦争ともいわれる。多くの場合、一定の領域に多様な民族・宗教による複数の集団が混ざった状態で居住しているため、当該地域の住民の中でも、独立（および自治の強化）に賛成するもの（地域で多数派となるもの）と反対するもの（少数派となるもの）との対立が発生するといわれる。
- 分離主義の項によれば、中央と言語も習慣も異なる地方が、独立を目指すことを「分離主義」と呼んでいる。他方、植民地革命の項によれば、植民地・従属国における独立運動について、主に武装闘争によって本国からの独立を勝ち取る闘いを「植民地革命」と呼んでいる。

## 世界の独立運動家一覧
このような背景の下で、それぞれの地域・時代により、さまざまな性格、思想をもった独立運動家が登場した。その一部は建国の父となった。
- 北米の独立運動家
  - ジョージ・ワシントン
  - トーマス・ジェファーソン
  - ベンジャミン・フランクリン
  - サミュエル・アダムズ
  - ジョン・アダムズ
  - ジョン・ハンコック
  - トマス・ペイン
  - パトリック・ヘンリー
  - コシューシコ
  - ラファイエット
  - ハンス・アクセル・フォン・フェルセン

- 中南米の独立運動家

- - トゥパク・アマル2世（ペルー）
  - トゥパク・カタリ（ボリビア）
  - トゥーサン・ルーヴェルチュール（ハイチ）
  - ジャン＝ジャック・デサリーヌ（ハイチ）
  - ペドロ・ドミンゴ・ムリーリョ（ボリビア）
  - マヌエル・ベルグラーノ（アルゼンチン）
  - ホセ・ガスパル・ロドリゲス・デ・フランシア（パラグアイ）
  - マテオ・プマカワ（ペルー）
  - シモン・ボリーバル（ベネズエラ、コロンビア、エクアドル、ペルー、ボリビア）
  - アントニオ・ホセ・デ・スクレ（ベネズエラ、エクアドル、ボリビア）
  - ホセ・アルティーガス（英語版）（ウルグアイ、アルゼンチン）
  - ホセ・デ・サン・マルティン（アルゼンチン、チリ、ペルー）
  - ベルナルド・オイギンス（チリ）
  - フアン・パブロ・ドゥアルテ（英語版）（ドミニカ共和国）
  - ズンビ・ドス・パルマーレス（ブラジル）
  - チラデンチス（英語版）（ブラジル）
  - ジョゼー・ボニファシオ（ブラジル）
  - フランシスコ・モラサン（中央アメリカ）
  - ウィリアム・ランポート
  - ミゲル・イダルゴ・イ・コスティーリャ（メキシコ）
  - ホセ・マリア・テクロ・モレーロス・イ・パボン（メキシコ）
  - グアダルーペ・ビクトリア
  - アグスティン・デ・イトゥルビデ（メキシコ）
  - ホセ・マルティ（キューバ）
  - エリック・ウィリアムズ（トリニダード・トバゴ）

- インドの独立運動家
  - マハトマ・ガンジー
  - チャンドラ・ボース

- モンゴル（外蒙古）の独立運動家
  - ドグソミーン・ボドー
  - ソリーン・ダンザン
  - ダムディン・スフバートル
  - ホルローギーン・チョイバルサン
  - エルベクドルジ・リンチノ（英語版）

- 内蒙古・台湾・新疆・西蔵の独立運動家
  - 徳王（デムチュクドンロブ）
  - バボージャブ
  - 廖文毅
  - 陳智雄
  - ホージャ・ニヤーズ
  - ダライ・ラマ14世

- 東南アジアの独立運動家
  - ファン・ボイ・チャウ（潘佩珠）
  - ホー・チ・ミン（胡志明）
  - アウン・サン
  - スカルノ

- 朝鮮の独立運動家
  - 安重根
  - 孫秉熙
  - 李昇薫
  - 李承晩
  - 金九
  - 金日成
  - 呂運亨
  - 曺晩植

- アフリカ・西アジアの独立運動家
  - ケマル・アタテュルク
  - ベン・ベラ（アルジェリア）

- 東欧の独立運動家
  - ユゼフ・ピウスツキ（ポーランド）